# Bodiná
Bodiná és un poble i municipi d'Eslovàquia que es troba a la regió de Trenčín.

## Història
La primera menció escrita de la vila es remunta al 1345.

## Demografia
| Godina             | 1994 | 2004   | 2014   | 2024   |
| ------------------ | ---- | ------ | ------ | ------ |
| Nombre de persones | 481  | 486    | 496    | 480    |
| Diferència         |      | +1,03% | +2,05% | −3,22% |

| Godina             | 2023 | 2024   |
| ------------------ | ---- | ------ |
| Nombre de persones | 475  | 480    |
| Diferència         |      | +1,05% |